# 佐法爾鸚嘴魚
佐法爾鸚嘴魚，為輻鰭魚綱鱸形目隆頭魚亞目鸚哥魚科的其中一種，分布於西印度洋的阿曼海域，棲息深度約8公尺，體長可達50分，壽命可達9年，棲息在岩石海域，以藻類為食。